# ترانه موسوی
ترانه موسوی (۱۳۶۵ – تیر ۱۳۸۸) یک شهروند ایرانی بود که در جریان اعتراضات به نتایج انتخابات ریاست‌جمهوری دهم ایران در تیر ۱۳۸۸ در تهران دستگیر شده، مورد تجاوز جنسی و شکنجه بدنی قرار گرفته و سپس به قتل رسیده و جسدش به آتش کشیده و سوزانده شده بود. تعدادی از رسانه‌ها، شخصی به نام ناصر آسیابانی از اعضای سازمان شبه نظامی بسیج را متهم اول این جنایت می‌دانند و حسین طائب، رئیس سابق سپاه پاسداران انقلاب اسلامی را از عاملان این جنایت می‌دانند. اما در مقابل، برخی از رسانه‌های حکومت جمهوری اسلامی و برخی از خبرنگاران و روزنامه‌نگاران وابسته به حکومت جمهوری اسلامی وجود چنین شخصی را تکذیب کردند.
انتشار خبر دستگیری و تجاوز به وی هم‌زمان با انتشار اخبار مختلفی پیرامون سرکوب شدید و شکنجه معترضان توسط نهادهای اطلاعاتی و نظامی ایران بود. شکنجه‌ها منجر به چند فقره قتل شد و با بالاگرفتن اعتراضات مردم نسبت به اینگونه جنایات؛ برخی از مقامات قضایی ایران از جمله سعید مرتضوی دادستان تهران برکنار و ادعا شد که بازداشتگاه کهریزک بسته شده‌است. مرتضی الویری، عضو کمیته تحقیق و یکی از نزدیکان مهدی کروبی، تا یک سال پس از این واقعه نیز بر صحت دستگیری ترانه موسوی تأکید داشت، اما گفت که قادر به ارائه اطلاعات بیشتر نیست. ناشر این خبر، روزنامه‌نگاری به نام امید حبیبی‌نیا بود که چندی پس از انتشار این خبر اعلام کرد چنین شخصی وجود خارجی ندارد.

## پخش خبر بازداشت ترانه موسوی توسط چند وبلاگ
موضوع دستگیری ترانه موسوی از زمانی وارد محیط برخط و اینترنت می‌شود که در روز ۲۴ تیر ۱۳۸۸ (۱۴ ژوئیه) وبلاگ «ایرانیان چپ» خبر دستگیری فردی به نام ترانه موسوی که مشکوک به شکنجه و تجاوز است را منتشر نمود. این خبر به سرعت در محیط برخط منتشر گردید و واکنش‌های زیادی را در پی داشت.
در این خبر جنجالی که به برخی از رسانه‌های غربی نیز راه یافت اطلاعاتی همراه با یک عکس از این دختر جوان منتشر گردید و اعلام شد که خانواده این دختر جوان پس از تماسی تلفنی از یک بیمارستان مبنی بر بستری شدن او به علت جراحت در دستگاه تناسلی به بیمارستان مراجعه می‌کنند ولی دخترشان را در آنجا نیافته‌اند و مدتی بعد جسد سوزانده شده او را در منطقه‌ای دیگر می‌یابند.
طبق این روایت، ترانه موسوی که در تقاطع خیابان‌های میرداماد و شریعتی کلاس آرایشگری داشت، ماشین خود را در یکی از خیابان‌های فرعی بین حسینیه ارشاد و میرداماد پارک کرده بود و در تماسی تلفنی با یکی از دوستان خود قرار گذاشته بود قبل از رفتن به آموزشگاه به مسجد قبا سر بزند و آنجا یکدیگر را ببینند. در روز ۷ تیر مراسمی به مناسبت سالگرد انفجار در دفتر حزب جمهوری اسلامی و ترور عده‌ای از اعضای حزب از جمله آیت‌الله بهشتی در مسجد قبا برگزار گردید. فرزندان بهشتی از مشاوران ارشد موسوی بودند و این مراسم با استقبال شایان توجه هواداران جنبش سبز که از ۲۲ خرداد در حال اعتراض به نتایج انتخابات بودند مواجه گردید و عده‌ای دستگیر شدند. هنگامی که دوست ترانه به محل قرارشان رسید دید ترانه دستگیر شده و سوار یک ون شد. ترانه موسوی در محل بازداشت موقتش که ساختمانی در نزدیکی خیابان پاسداران بود، شماره تلفن خود را به دستگیر شدگان دیگر داده و از آنان می‌خواهد در صورتی که آزاد شدند با خانواده‌اش تماس بگیرند و دستگیری او را به خانواده‌اش اطلاع دهند.

بر اساس این روایت، یکی از شاهدان عینی گفته‌است:
«نیروهای ضد شورش و لباس شحصی روز هفتم تیر من و تعدادی از دستگیرشدگان را سوار بر ون‌هایی به ساختمانی در اطراف میدان نوبنیاد بردند و به آزار جسمی و روحی ما پرداختند. برخی از دستگیرشدگان را در همان بعد از ظهر به زندان اوین منتقل کردند اما من و بقیه را آزاد کردند. ترانه در میان ما بود. او دختری زیبا، خوش‌اندام و شیک‌پوش بود و بازجویی‌اش از همه بیشتر طول کشید. چشم‌هایش سبز بود. من و تعدادی را همان شب آزاد کردند و تعدادی را نیز پیش از آزادی ما به جاهای دیگری فرستادند. اما نیروهای لباس شخصی ترانه را همان‌جا نگه داشتند و حتی به او اجازه ندادند تا با مادرش تماس بگیرد.»
پس از حدود سه هفته که خانواده‌اش از وی بی‌خبر بودند افرادی ناشناس در تماس تلفنی به مادر ترانه گفت دخترش در بیمارستان امام خمینی کرج بستری است. آن‌ها دلیل بستری بودن وی در بیمارستان را تصادف در حومه خیابان شریعتی و پارگی رحم و مقعد عنوان کردند. همچنین تأکید کردند بستری شدن ترانه به تجمع مسجد قبا بی‌ارتباط است. سپس گفتند ترانه مشکل ناموسی داشته‌است و به همین دلیل می‌خواسته با شلنگ سرم، خود را حلق‌آویز کند. در پی این تماس تلفنی، خانواده ترانه موسوی به آن بیمارستان مراجعه کردند اما نتوانستند او را بیابند. مسئولان بیمارستان گفتند شخصی با این نام در این بیمارستان بستری نیست. اما یکی از کارکنان بیمارستان به آن‌ها گفت لباس شخصی‌ها خانمی با مشخصات ظاهری ترانه را در حالی که بیهوش بود به بیمارستان آوردند و در همان حالت بیهوش او را برگرداندند. در این خبر گفته شد که احتمال تجاوز جنسی به او وجود دارد. و پدر ترانه موسوی نیز که بیماری قلبی دارد در پی بی‌اطلاعی از ترانه که تنها فرزندش بوده‌است در خانه بستری شده‌است.
طبق این روایت، یکی از دوستان ترانه از یافت جسد سوختهٔ ترانه موسوی در اطراف قزوین خبر داده و عنوان شد که به نظر می‌آید خانواده او از سوی مقامات امنیتی تحت فشار شدید و تهدید هستند. آن‌ها از ارائه توضیح بیشتر به دوستان ترانه خودداری کرده و حتی زمان و مکان تشییع جنازه ترانه را مشخص نکرده‌اند.

## بحث پیرامون مطالب منتشر شده توسط وبلاگها
مطالب منتشر شده در این وبلاگ‌ها بازتاب‌های فراوانی در داخل و حتی خارج از ایران یافت اما برخی آن را مشکوک ارزیابی کردند. گرچه روند اطلاع‌رسانی در ایران با دستگیری‌های گسترده خبرنگاران پس از انتخابات دچار مشکل جدی شده بود.
برخی صحت این خبر را مورد تردید قرار دادند. برای مثال «ایوان سیگل»، مورخ و ریاضی‌دان معتقد است: این خبر که اولین بار توسط وبلاگ‌های «ایرانیان چپ»، «زیرزمین» و «چریک آن‌لاین» منتشر شده در آن تناقضاتی وجود دارد. سیمای جمهوری اسلامی نیز ضمن شایعه دانستن خبر تجاوز و قتل او، وی را زنی چهل ساله، زنده و ساکن کانادا دانست و در این خصوص با اشخاصی که آن‌ها را خانواده ترانه موسوی معرفی کرد، مصاحبه نمود. پس از پخش این گزارش انتقاداتی در مورد صحت آن بیان گردید و ادعای صدا و سیما در خصوص تحقیق و هماهنگی با ثبت احوال و نیروی انتظامی و وجود تنها سه شخص به نام «ترانه موسوی» با پیدا شدن افراد دیگری با همین نام به چالش طلبیده شد. در نامه جنجال‌برانگیز مهدی کروبی به هاشمی رفسنجانی در خصوص شنیده‌های حاکی از شکنجه معترضان بازداشت شده نیز، به مواردی از آزار جنسی، که مشابه مورد ترانه موسوی می‌باشد، بدون بردن نام خاصی اشاره شد. کروبی همچنین پرده از «سناریوی» گزارش تلویزیونی برداشت و خانواده‌ای را که در آن گزارش به زنده بودن دخترشان اقرار کردند را خانواده ترانه موسوی، صاحب عکس منتشر شده، ندانست.
به گفته ایوان سیگل، بررسی نزدیک این روایات، تناقضات درونی برجسته‌ای را در آن‌ها نشان می‌دهد. «سیگل» می‌نویسد: اگر چه در طول زمان و هنگام نقل قول دهان به دهان تغییراتی در روایات ماجرا حاصل می‌شود و جمع‌آوری آن توسط غیرمتخصصین نیز به اعوجاج داستان کمک می‌کند، ولی این‌گونه تغییرات حد و حدودی دارند. ایوان سیگل بیان می‌دارد: تناقضات درونی روایات منتشره بزرگتر از آن هستند که طبیعی ایجاد شده باشند.
به گفته ایوان سیگل این داستان اولین بار توسط مهدی جامی به شکل منظمی مورد شک قرار گرفت. جامی به نکاتی متعددی مانند نبود نامی مشخص از شاهدین ماجرا (تنها نام مقتول بیان شده‌است)، انتشار عکس قربانی (که خلاف روال معمول در نشر این‌گونه گزارش‌ها است) و اینکه کسانی که با ترانه بازداشت شده بودند همان شب آزاد شدند (که با آنچه معمولاً اتفاق می‌افتاد تضاد دارد) اشاره می‌کند. مقاله مهدی جامی با پاسخ برخی از وبلاگ‌ها مواجه شد: به عنوان مثال وبلاگ چریک آنلاین این گونه پاسخ داد که در وضعیت موجود در ایران امکان افشای نام‌ها و انجام آنچه در جوامع بازتر غربی انجام می‌شود ممکن نیست؛ در مورد آزاد شدن زندانیان در همان شب نیز نوشت که بازداشت شدگان آزاد نشده، بلکه به بازداشتگاه دیگری منتقل شده‌اند. ایوان سیگل می‌گوید که در روایت منتشر شده توسط وبلاگ زیرزمین این‌گونه اتفاق می‌افتد ولی در روایات منتشر شده توسط دیگر وبلاگ‌ها آنچه مهدی جامی ذکر کرده به چشم می‌خورد و آن اینست که روایات تناقض دارند. این وبگاه همچنین داستان ترانه موسوی را با داستان زهرا بنی یعقوب یا زهرا کاظمی مقایسه کرده و می‌پرسد که واقعاً در فضای بسته موجود چه کسی امکان اثبات قتل ایشان را داشته‌است.

## انتقاد به عدم امکان کسب اطلاعات موثق
محمد مطهری (فرزند مرتضی مطهری) می‌نویسد: پایگاه‌های خبررسانی دولتی ایران فضایی بسته و یک طرفه ایجاد کرده‌اند که امکان بررسی صحت ادعاهایی مانند موضوع ترانه موسوی را ناممکن می‌سازد:
به سبب سیاست خبری موجود، کسی نمی‌داند آیا مثلاً آنچه در مورد افراد بی‌کسی مانند «ترانه موسوی» دهان به دهان می‌گردد راست است؟ خانواده وی که ظاهراً در اطراف مسجد قبا دستگیر شده به کجا باید مراجعه کنند؟ متأسفانه سیاست خبری رسانه ملی هر خبری را باورپذیر کرده‌است. آیا رسانه ملی در مورد آنچه بر او گذشته‌است خبر موثقی خواهد داد و در صورت اثبات جرم، مجرمین را معرفی خواهد کرد؟ اگر چنین باشد امیدی به عدم تکرار این‌گونه فجایع هست اما به نظر می‌رسد این رسانه، فعلاً موظف به رصد کردن ظلم در جهان به جز ایران است آنهم در مورد کشورهایی که با ایران مشکل سیاسی دارند.
به‌گفته شیرین صادقی امکان تأیید قطعی داستان وجود ندارد زیرا افرادی که توضیحات و گزارش‌هایی در مورد چنین وقایعی در وبلاگ‌ها می‌دهند به دلیل نگرانی‌های امنیتی نمی‌توانند نام خود را آشکار کنند و همین مسئله بررسی صحت گزارش‌ها را مشکل می‌سازد. اما در هر حال این موضوع که با زندانیان سیاسی بد رفتاری می‌شود چیز جدیدی نیست، و نقل این‌گونه داستان‌ها لازم است تا به اصلاح وضعیت موجود کمک کند.

## نامهٔ اول کروبی در خصوص شکنجه و آزار جنسی بازداشت‌شدگان و ارائه
با انتشار نامه‌ای از سوی مهدی کروبی یکی از شخصیت‌های مهم نظام و از نامزدهای معترض، موضوع ترانه موسوی وارد مرحله تازه‌ای شد.
در تاریخ ۱۸ مرداد ۱۳۸۸، مهدی کروبی نامزد معترض و اصلاح طلب انتخابات ریاست جمهوری دهم، در نامه‌ای جنجال‌برانگیز به هاشمی رفسنجانی رئیس مجلس خبرگان، از وی خواست تا به موضوع «تجاوز به دختران و پسران» بازداشتی پس از انتخابات ریاست جمهوری رسیدگی کند. کروبی در این نامه به موردی از آزار جنسی که مشابه مورد ترانه موسوی بود، بدون بردن نام خاصی اشاره کرد و نوشت: «عده‌ای از افراد بازداشت شده مطرح نموده‌اند که برخی افراد با دختران بازداشتی با شدتی تجاوز نموده‌اند که منجر به ایجاد جراحات و پارگی در سیستم تناسلی آنان گردیده‌است.» کروبی در این نامه نوشت که موارد مربوط به آزار جنسی دختران و پسران را به‌طور مکرر از افرادی که دارای پست‌های حساس در کشور بوده‌اند، شنیده‌است. این نامه با انتقادات و حملات شدید برخی بنیادگرایان نزدیک به دولت دهم روبرو شد. با این همه، فرزند کروبی می‌گوید او مدعی نشده که حتماً تجاوز روی داده، بلکه خواهان تحقیق در مورد آن شده‌است.

## گزارش صدا و سیما و تحقیق پلیس
در تاریخ ۱۳۸۸/۵/۱۹ سیمای جمهوری اسلامی با تهیه یک گزارش تلویزیونی در خبر ساعت ۲۰:۳۰، اصل خبر را شایعه معرفی کرد. محتوای این گزارش توسط احمدرضا رادان جانشین فرمانده نیروی انتظامی نیز تأیید شد. نحوه تهیه این گزارش تلویزیونی انتقادات فراوانی را دربرداشت و بعداً محتوای آن نیز زیر سؤال رفت.
در این برنامه با خانواده‌ای که دخترشان ترانه نام داشت صحبت شد و ایشان ضمن شناسایی تصویر، بر سلامت دخترشان تأیید کردند و در مقابل دوربین با دخترشان که ساکن کانادا بود تماس گرفتند.

### جزئیات گزارش و انتقادها به آن
1. رد ادعای وجود تعداد انگشت شمار ترانه موسوی: در این برنامه از ثبت احوال و نیروی انتظامی در مورد وجود ترانه موسوی سؤال شد و گفته شد که پس از هماهنگی با این نهادها و تحقیقات به عمل آمده تعداد افراد با نام و نام خانوادگی «ترانه موسوی» تنها سه نفر است: یک ترانه موسوی متولد ۶۳ که در پاریس به دنیا آمده و اکنون در همان‌جا ساکن است، یک ترانه موسوی که چهل ساله‌است و از ایران خروج داشته و دیگر وارد نشده و یک ترانه موسوی ۲ ساله.

منتقدان با رد ادعای وجود فقط سه ترانه موسوی، به وجود نوازنده‌ای با همین نام در گروه موسیقی ارکیده استناد کردند که مشخصات سه ترانه موسوی اعلام شده توسط صدا و سیما در مورد او صدق نمی‌کند. برخی رسانه‌ها از جمله روزنامه آفرینش از برگزاری کنسرت‌هایی توسط گروه موسیقی ارکیده که برای بانوان برنامه اجرا می‌کند خبر داده بودند و در این کنسرت خانمی به نام «ترانه موسوی» که نوازنده ابوا است برنامه اجرا کرده و زمان اجرای این گروه در تالار وحدت نیز در این خبر، روزهای ۱۸ و ۱۹ ۲۰ خرداد ۱۳۸۸ اعلام شده بود. همین‌طور خبرگزاری دولتی مهر و دیگر وبگاه‌ها (از جمله تالار رودکی) در وبگاه خود در تاریخ ۲۰ مرداد ۱۳۸۸ خبر از دومین همکاری ترانه موسوی به عنوان نوازنده ابوا با گروه ارکیده در روزهای ۲۱ تا ۲۳ مرداد ماه ۱۳۸۸ در تالار وحدت را داد. همچنین نام ترانه موسوی دیگری که مدیر یک آموزشگاه کامپیوتر در شهر گرگان است، در کتاب اول ذکر شده‌است اما سایت کتاب اول بعد از آنکه در سایت‌های اینترنتی خبر وجود داشتن ترانه موسوی دیگری را در کتاب اول به سرعت انتشار می‌دادند نام ترانه موسوی را از سایت خود حذف کرد.
1. در این برنامه با شخصی که مادر ترانه موسوی معرفی شده بود گفتگویی به عمل آمد که در این گزارش مادر و خواهر شخص صاحب عکس به گزارشگر گفتند که وی اکنون ساکن کانادا است و این روز (روز تهیه گزارش) نخستین باری است که می‌شوند عکس این عضو خانواده‌شان برای دامن زدن به یک شایعه در برخی سایتها پخش شده‌است.

بر این اساس شبکه فرانس ۲۴ استدلال یکی از نویسندگان وبلاگ «ایرانیان چپ» را نقل‌می‌کند که گزارش صدا سیما را حتی موجب ایجاد شک و شبهه بیشتر بر این ماجرا دانسته و گزارش را غیرمعمول و یک لطیفه می‌خواند. این نویسنده اینطور استدلال می‌کند که بررسی فیلم گزارش صدا و سیما نشان می‌دهد که اولاً تصویری متفاوت از آنچه در اینترنت پخش شده‌است به عنوان تصویر ترانه موسوی به آن خانواده نشان داده می‌شود. این مصاحبه مادر و خواهر ترانه را در حالی نشان می‌دهد که از داستان ترانه بی‌خبر هستند در حالی که این خبر همه جا پخش شده‌است و احتمال اینکه چنین چیزی به گوش آن‌ها نرسیده باشد، کم است. همچنین نحوه پاسخ به تلفن شخصی که گفته شد «ترانه» نام دارد و ساکن کانادا است و قطع شدن مرموز این مکالمه تلفنی هم غیرعادی است.
1. تکذیب اظهارات منتسب به چند نماینده: در این برنامه تصاویری از حمیدرضا کاتوزیان، نماینده مردم تهران در مجلس و همچنین محمد مطهری فرزند آیت‌الله مطهری به عنوان دامن زنندگان به شایعات پخش شد که[۲۳][۲۴] واکنش‌هایی را دربرداشت. حمیدرضا کاتوزیان در واکنش به پخش تصاویرش از سوی صدا و سیما را انتقام جویی از نمایندگان مدافع ملت خواند و از آن به شدت انتقاد کرد. این عضو کمیته حقیقت یاب مجلس با تأکید بر اینکه تاکنون دربارهٔ مرگ ترانه موسوی هیچ اظهارنظری نکرده‌است، نسبت به پخش تصاویرش در این گزارش اعتراض کرد.[۲۵]

#### نامه سیدحسین شاهمرادی و اعتراضات مهدی کروبی
در پی انتشار علنی نامه‌ای از مهدی کروبی به هاشمی رفسنجانی که نسبت به تجاوز به زندانیان ابراز نگرانی کرده بود. وی مورد انتقاد شدید چهره‌های نظامی و خطیبان جمعه قرار گرفت حتی عده‌ای خواستار محاکمه وی شده بودند. در واکنش مهدی کروبی ۲۵ مرداد ۱۳۸۸ مطالبی را دربارهٔ گزارش صدا و سیما شرح داد که آن را ساختگی عنوان می‌کرد. البته او در دفاع از خود گفت که هرگز نگفته که در زندان‌ها حتماً تجاوز جنسی صورت گرفته بلکه خواهان تحقیقات دربارهٔ شایعات بوده‌است و گفت که نامه‌اش ابتدا به صورت محرمانه برای وزارت اطلاعات و رئیس قوه قضاییه وقت نیز ارسال شده بود که عدم پاسخ گویی به نامه‌اش باعث شد که نامه را علنی کند. این اظهارات که قرار بود روز ۲۶ مرداد در روزنامه اعتماد ملی چاپ شود به علت توقیف روزنامه از چاپ در آن روز بازماند. کروبی ابتدا مطالبش را بدون نام بردن از اسم افراد عنوان کرد ولی نامه گلایه مندانه‌ای در روزنامه جام‌جم روشن کرد که حجت‌الاسلام سیدحسین شاهمرادی نگارنده نامه برادر همسر ترانه موسوی است که در تلویزیون به او اشاره شده سپس کروبی در پاسخ به این نامه، حسین طائب فرمانده بسیج را عاملی در طراحی سناریو معرفی کرد.
مهدی کروبی ضمن متهم کردن مسئولان به دروغ‌گویی و سناریو سازی، جزئیات ماجرا را این‌طور بازگو کرد که ترانه موسوی که خانواده وی در مقابل دوربین به زنده بودن دخترشان اقرار کرده‌اند، خانواده ترانه موسوی دستگیر شده نبوده و فقط از روی خیر خواهی و بخاطر ناآگاهی از اصل ماجرا و تحت فشار این کار را انجام داده‌اند و پس از اطلاع از اصل ماجرا بسیار از این موضوع ناراحت هستند.
وی اصل ماجرای ترانه موسوی را چنین عنوان کرد:
مدتی پیش در سایت‌ها، خبری منتشر شد مبنی بر اینکه خانم ترانه موسوی به همراه تعدادی دیگر در حاشیه مراسم مسجد قبا ربوده شده‌است. مدتی بعد هرچند که تعدادی از همان بازداشت شدگان آزاد شدند ولی ترانه موسوی آزاد نشد و سپس اعلام کردند که خانواده اش بیایند و جنازه اش را تحویل بگیرند. در همان زمان به جای آنکه تحقیقاتی دربارهٔ این موضوع انجام شود در مقابل هیاهوی رسانه‌های بیگانه برخی مسئولان در اندیشه طراحی سناریویی برای به انحراف کشاندن این موضوع در داخل و خارج بودند؛ بنابراین طراحان نابغه و مدیرانی دور اندیش سناریویی را نوشتند.
بر اساس آنچه مهدی کروبی بدون نام بردن اسامی بیان کرد و آنچه در نامه‌نگاریش با سیدحسین شاهمرادی بیان شد، فرمانده بسیج یعنی حسین طائب که باجناغ آقای شاهمرادی است، جزء طراحان این گزارش است. به گفته خود سیدحسین شاهمرادی او برادر همسر ترانه موسوی است که تلویزیون آن را معرفی کرد. در حالی که خانواده شاهمرادی از اصل ماجرا خبر نداشتند چهره‌های شناخته شده نظامی، انتظامی و اطلاعاتی به منزل این خانواده می‌روند و می‌گویند ترانه موسوی دچار سانحه سوختگی شده و برای شناسایی او بیایید با اینکه که عروس ایشان خارج از ایران بود. به گفته مهدی کروبی سیدحسین شاهمرادی متوجه ماجرای سناریوسازی می‌شود و ابتدا مخالفت می‌کند ولی بعداً تحت تأثیر قرار می‌گیرد و فکر می‌کنید که با انجام چنین کاری در مقابل سوءاستفاده بیگانگان ایستادگی می‌شود ولی او پیشنهاد می‌کند که بروند و با پدر و مادر ترانه صحبت کنند. کروبی جزئیاتی از نحوه ارتباط با خانواده ترانه مطرح می‌کند که چگونگی راضی کردن این خانواده برای ظاهر شدن در مقابل دوربین را دربردارد. کروبی دربارهٔ سکوت این خانواده می‌گوید:
 البته بعد از اینکه این خانواده متوجه شده‌اند که اصل ماجرا چه بوده‌است بسیار ناراحت شده‌اند و می‌خواستند که ماجرا را بازگو کنند که همین برادر شوهر ترانه به آن‌ها گفته که حرفی نزنید و گرنه سرنوشت شما معلوم نیست که چه شود.
سیدحسین شاهمرادی، برادر همسر ترانه موسوی‌ای که صدا و سیما با خانواده او مصاحبه کرده بود، در نامه‌اش به کروبی که علنی در روزنامه جام‌جم چاپ شد گفت است که بخشی از مطالبی که کروبی گفته چیزهایی است که از وی عهد گرفته بود به کسی نگوید و آنچه او گفته را کروبی نگفته‌است. کروبی در پاسخ به این نامه نحوه خبردار شدنش از این ماجرا را از منبعی دیگر و پیش از صحبت با آقای شاهمرادی عنوان کرد و حسین تائب را یکی از طراحان نمایش ترانه موسوی معرفی کرد.<

## نظرات گوناگون مرتضی الویری
مرتضی الویری عضو کمیته تحقیق اعلام کرد که ترانه موسوی یکی از جان باختگان حوادث اخیر است. وی همچنین از صدا و سیما به دلیل انتشار اخبار کذب و سلب اعتماد عمومی انتقاد کرد.
وی چند ماه بعد در خرداد ۱۳۸۹ طی مصاحبه‌ای با روزنامه جوان گفت که «این یکی از همان مواردی است که اشتباه بود و البته کمیته هم این موضوع را اعلام کرد، دربارهٔ ترانه موسوی مدارک و مستندات خاصی در اختیار دارم، اما به دلیل آن‌که قول شرعی داده‌ام تا به امروز این مدارک را منتشر نکرده‌ام.»
پس از این مصاحبه، جرس اعلام کرد: مصاحبه مرتضی الویری با روزنامه جوان تحت فشار و نوعی بازجویی خارج از زندان است.

## واکنش یک سناتور جمهوری‌خواه و منبع اطلاعات وی

نمایش تصویر ترانه موسوی در کنگره آمریکا

سناتور جمهوری‌خواه ایالات متحده آمریکا تدیوس مک کاتر طی نطقی در کنگره آمریکا در مورد ترانه موسوی صحبت کرد و در تأیید مطالب ذکر شده گفت: ترانه در حوالی مسجد قبا توسط عوامل نظام جمهوری اسلامی دستگیر و سپس در محل بازداشتگاه به او تجاوز جنسی شده و مأمورین نظام او را به شدت مضروب کردند که باعث شد او را در حال کما به بیمارستان منتقل کنند. ترانه در بیمارستان مرد و مأموران نظام برای پاک کردن آثار تجاوز، جسد او را آتش زدند و در اتوبان کرج قزوین رها ساختند.
در مهر ماه ۱۳۸۸ سایت الف اعلام کرد که پس از طفره رفتن دفتر سناتور مک کارتر از پاسخ به سؤال خبرنگار این سایت دربارهٔ منبع اطلاعات این سناتور، منشی او در پاسخ به سؤال سایت الف گفته‌است: واقعاً نمی‌داند آقای سناتور اطلاعات مربوط به ترانه موسوی را از کجا آورده‌است.

## تکذیب ماجرا توسط یک روزنامه‌نگار
امید حبییی‌نیا روزنامه‌نگار ایرانی که در تابستان سال ۱۳۸۸ خبر کشته‌شدن ترانه موسوی را در یک وب سایت منتشر کرده بود، در اولین روزهای شهریور ۱۳۸۹ در این رابطه نوشته است: سرانجام پس از نزدیک به یک سال سکوت، اکنون می‌توانم دربارهٔ دروغ بودن قصه ترانه موسوی بنویسم و توضیح بدهم که چرا یک سال سکوت کردم؟ وی در ادامه آورده‌است: من به عنوان روزنامه‌نگاری که این خبر را برای نخستین بار منتشر کردم وظیفه داشتم اعلام کنم اشتباه کردم، فریب منابعم را خوردم اما برای دستیابی به حقیقت راه‌های بسیاری را پیمودم و ماه‌هاست که مطمئنم ترانه موسوی وجود خارجی ندارد اما منتظر بودم تا این دو روزنامه‌نگار به کشور دیگری منتقل شودند تا هیچ مشکلی برایشان پیش نیاید حالا با خیال راحت می‌توانم دربارهٔ جزئیات این شایعه سخن بگویم. وی به نام منابع خبرش که دو روزنامه‌نگار بوده‌اند به صورت اختصاری اشاره کرده و از آن‌ها با اسامی «ل. م» و «ر. و» یاد کرده‌است.

## انتشار بیانیه منسوب به منتشرکنندگان خبر
در اوایل شهریور ماه سال ۱۳۸۹، دو نفر به نام‌های لیلا ملک‌محمدی (ل. م) و رضا ولی‌زاده (ر. و) با انتشار بیانیه‌ای در وبلاگ‌های شخصی، خود را منتشرکنندگان اولیه خبر کشته شدن ترانه معرفی نمودند. در این بیانیه ادعا کردند: اصل خبر واقعی بوده و تنها عکس منتشر شده از ترانه موسوی، عکسی است که از طریق خانوده ترانه موسوی در اختیار آنان قرار گرفته‌است. این دو نفر علت مسکوت گذاشتن این خبر را ترس از فشارهای نظام بر خانواده ترانه موسوی و همچنین فشار بر خودشان دانستند. آنان افزودند: اکنون از کشور خارج شده‌اند و فشارها کاهش یافته، بنابراین فضا را برای انتشار مجدد و اثبات اخبار قبلی خود مناسب دیده‌اند.
این بیانیه تنها به فاصله چند روز از اعلام کذب بودن اخبار مربوط به ترانه موسوی انتشار یافت. امید حبییی‌نیا روزنامه‌نگار ایرانی که سال گذشته خبر کشته‌شدن ترانه موسوی را منتشر کرده بود (در اوایل شهریور ۱۳۸۹) اعلام کرد که خبر کشته شدن ترانه موسوی صحت ندارد و او «فریب منابع‌اش» را که دو روزنامه‌نگار هستند، خورده است.